# Großer Prebelowsee
Der Große Prebelowsee liegt im Norden Brandenburgs, unmittelbar an der Grenze zu Mecklenburg-Vorpommern.
Der See ist 28 Hektar groß und bis 7,6 Meter tief. Am Nordufer befindet sich eine große Badestelle und am Ostufer ein Campingplatz, die Prebelowablage. Im Süden hat der See Anschluss an den Prebelowkanal und den Tietzowsee. Der Kleine Prebelowsee ist eine durch Verlandung abgeschnittene Bucht des Großen Prebelowsees.
Der Große Prebelowsee (PbS) ist Bestandteil der Rheinsberger Gewässer, einer sogenannten sonstigen Binnenwasserstraße des Bundes. Zuständig ist das Wasserstraßen- und Schifffahrtsamt Oder-Havel.